# ألتون مور
ألتون مور (بالإنجليزية: Alton Moore)‏ هو عازف جاز أمريكي، ولد في 7 أكتوبر 1908، وتوفي في 1978.